# غلينسايد (ساسكاتشوان)
غلينسايد (بالإنجليزية: Glenside, Saskatchewan)‏ هي قرية تقع في كندا في ساسكاتشوان. يقدر عدد سكانها بـ 84 نسمة ومساحتها 0.77 كم2 .